# Michael Joseph Quin
Michael Joseph Quin (* 1796 in Thurles; † 19. Februar 1843 in Boulogne-sur-Mer) war ein irischer Journalist und Reiseschriftsteller.

## Leben

### Journalistische Tätigkeit
Als dritter Sohn des Distillers Morty Quin in Thurles, Tipperary County, geboren, besuchte er ab 1811 das Trinity College in Dublin, das seit dem Jahr 1793 auch Katholiken offenstand. Nach dem Abschluss des Studiums ging er nach London, wo er 1818 in die Honourable Society of Lincoln’s Inn, eine der vier englischen Anwaltskammern, aufgenommen wurde. Allerdings war er in der Folge nicht als Rechtsanwalt tätig, sondern betätigte sich als Journalist und politischer Reporter. Er unternahm mehrere Reisen, die unten gesondert behandelt werden.
Zwischen 1825 und 1832 war Quin Herausgeber des Monthly Review, verfasste in dieser Zeit aber auch viele Artikel für den Morning Chronicle. Die Wochenzeitschrift The Catholic Journal, die Quin ebenfalls herausgab, musste nach einem Jahr ihr Erscheinen wieder einstellen. Seit 1826 war Quin Mitglied der British Catholic Association. Sein Name bleibt am meisten mit der Gründung (1836) des Dublin Review verbunden, welches bald zur einflussreichsten katholischen Zeitschrift in Großbritannien werden sollte. Allerdings gab Quin nach nur zwei Nummern die Herausgebertätigkeit auf, weil das Projekt finanziell nicht attraktiv war. Im Jahr 1842 gab er für kurze Zeit The Tablet heraus, erneut eine katholische Zeitschrift.
Quin war mit der Stieftochter von Edward Wallis aus Burton Grange, York, verheiratet. Das Paar hatte drei Töchter. Er starb nach langer und schwerer Krankheit in Boulogne-sur-Mer an einer Lungenkrankheit.

### Reisen
In der zweiten Jahreshälfte 1822 und den ersten vier Monaten des Jahres 1823 reiste Quin durch Spanien. Er hielt sich längere Zeit in Madrid auf, begab sich jedoch nach Andalusien, nachdem sich König Ferdinand VII. im März 1823 nach Sevilla zurückgezogen hatte. Spanien erlebte seit 1820 eine turbulente Periode – das sogenannte Trienio Liberal –, weshalb Quins Schilderungen auf besonderes Interesse stießen. Er berichtete aus Spanien für den Morning Herald; später erschienen seine Reportagen in Buchform (auch in deutscher Übersetzung).
Als weitere Ergebnisse von Quins Spanienreise müssen auch seine Übersetzungen der Memoiren von Ferdinand VII. und der Biographie von Agustín de Iturbide gelten.
Im Spätherbst 1834 reiste Quin auf der Donau in Richtung Europäische Türkei (h. Bulgarien). Er war zunächst in der Gesellschaft von Graf Széchenyi auf dem neuen Dampfschiff Argo unterwegs und besuchte mit ihm zusammen Hüseyin Pascha, den türkischen Gouverneur von Widin. Zwischen Widin und Lom lief ihr Dampfer jedoch auf seine Sandbank und konnte nicht innerhalb kurzer Zeit flottgemacht werden. Quin war gezwungen, auf einem kleinen Boot weiter bis nach Ruse zu fahren, doch seinen ursprünglichen Plan, die Donau bis zum Donaudelta zu befahren, musste er fallen lassen. Trotzdem war er der erste Engländer, der einen Abschnitt der erst im Frühjahr 1834 neu eingerichteten Donaudampfschifffahrt auf der Unteren Donau zurückgelegt hatte.
In Ruse (Oktober) beschaffte sich Quin Zaumzeug und Postpferde und trat dann die Überlandreise nach Konstantinopel an. Quins Buch über diese Reise – A Steam Voyage Down the Danube (1835) – ist deshalb nur teilweise ein Bericht über eine Reise auf einem Donaudampfer. Das Buch wurde dennoch ein großer Erfolg und erschien nicht nur in weiteren englischen, sondern auch in einer deutschen und französischen Ausgabe. Tatsächlich handelte es sich um das erste Handbuch, das von zukünftigen Touristen für die Planung einer Reise auf der Unteren Donau benutzt werden konnte.

## Schriften
- 1823: A Visit to Spain; Detailing the Transactions which Occurred during a Residence in that Country, in the Latter Part of 1822, and the First Four Months of 1823. With an Account of the Removal of the Court from Madrid to Seville; and General Notices of the Manners, Customs, Costume, and Music of the Country. Hurst, Robinson, and Co., London; BibliotecaVirtualAndalucía; Textarchiv – Internet Archive
  - Zweite Ausgabe 1824: A Visit to Spain; Detailing the Transactions which Occurred during a Residence in that Country, in the Latter Part of 1822, and the First Four Months of 1823. With General Notices of the Manners, Customs, Costume, and Music of the Country. Second Edition. Hurst, Robinson, and Co., London (Google)
  - Deutsche Ausgabe 1824: M.J. Quin’s Besuch in Spanien in den Jahren 1822 und 1823. Aus dem Englischen von Georg Lotz. G.C.E. Meyer, Braunschweig (Google)
- 1824: Memoirs of Ferdinand VII. King of the Spains. By Don *****, Advocate of the Spanish Tribunals. Translated from the Original Spanish Manuscript. London: Hurst, Robinson, and Co. (Google)
  - Französische Ausgabe 1824: Mémoires historiques sur Ferdinand VII, Roi des Espagnes, et sur les événemens de son règne (…). Üb. M.G.H. Paris: P. Mongie Aîné (Google)
  - Spanische Ausgabe 1840: Memorias historicas sobre Fernando VII, Rey de España, publicadas en ingles y en frances por Michael J. Quin: Síguense el Ecsámen crítico de la revolucion de España de 1820 á 1823, y España en el siglo diez y nueve, por Mr. Luis de Carné. Üb. D. Joaquin García Jimenez. 3 Bände. Valencia: Gimeno (Google: Band I)
- 1824: A Statement of Some of the Principal Events in the Public Life of Don Agustin de Iturbide, Written by Himself. With a Preface by the Translator, and an Appendix of Documents. London: John Murray (Google)
  - Französische Ausgabe 1824: Mémoires autographes de Don Augustin Iturbide, ex-Empereur du Mexique (…). Üb. J.T. Parisot. Bossange Frères, Paris (Google)
- 1833: The Trade of Banking in England; Embracing the Substance of the Evidence taken before the Street Committee of the House of Commons (…). Butterworth, London (Google)
- 1834: A Pamphlet on the Proposed Abolition of Local Probate Courts
- 1834: An Examination of the Grounds upon which the Ecclesiastical and Real Property Commissioners and a Committee of the House of Commons, have Proposed the abolition of the Local Courts of Testamentary Jurisdiction, Second Edition. J. Ridgway, London (Google)
- 1835: A Steam Voyage Down the Danube: With Sketches of Hungary, Wallachia, Servia, Turkey, &c. Richard Bentley, London
  - Zweite Ausgabe (Revised and Corrected). 2 Bände. Richard Bentley, London; Band II: Textarchiv – Internet Archive
  - Dritte erweiterte Ausgabe 1836 (Paris): A Steam Voyage Down the Danube. With Sketches of Hungary, Wallachia, Servia, Turkey, etc. Third Edition. With Additions. A. and W. Galignani and Co., Paris (Google)
  - Dritte erweiterte Ausgabe 1836 (London): A Steam Voyage Down the Danube. With Sketches of Hungary, Wallachia, Servia, Turkey, &c. Third Edition, with Additions. 2 Bände. Richard Bentley, London; Band I: Textarchiv – Internet Archive – Band II: books.google.de
  - Amerikanische Ausgabe 1836: A Steam Voyage Down the Danube, with Sketches of Hungary, Wallachia, Servia, Turkey, &c. First American, from the Third London Edition. Theodore Foster, New York; Textarchiv – Internet Archive
  - Deutsche Ausgabe 1836: Dampfbootfahrt auf der Donau und Skizzen aus Oesterreich, Ungarn, der Wallachei, Serbien, der Türkei, Griechenland etc. Aus dem Englischen. 2 Bände. Literarisches Museum, Leipzig
  - Französische Ausgabe 1836: Voyage sur le Danube, de Pest à Routchouk [!], par navire à vapeur, et notices sur la Hongrie, de la Valaquie, de la Servie, de la Turquie et de la Grèce. Üb. J.-B. Eyriès. 2 Bände. Arthus-Bertrand, Paris (Google: Band I – Band II)
- 1838: Nourmahal, an Oriental Romance. 3 Bände. Henry Colburn, London (Google: Band I – Band II – Band III)
- 1839: A Letter to the House of Commons, on Railways in Ireland. Ridgway, London (Google)
- 1839: Translation of Laborde’s Petra. London
- 1843: Steam Voyages on the Seine, the Moselle, & the Rhine; With Railroad Visits to the Principal Cities of Belgium, &c. &c. 2 Bände. Henry Colburn, London (Google: Band I – Band II)
- 1843 (posthum): Steam Voyages on the Moselle, the Elbe, and the Lakes of Italy; Together with Notices of Thuringia and Saxon Switzerland. 2 Bände.